# Iwan Pratsch
Iwan Pratsch (Johann Gottfried Pratsch, Jan Bogumir Práč) (* um 1750; † 1818 in Sankt Petersburg) war ein böhmischer Komponist.

## Leben
Pratsch lebte seit etwa 1770 in Sankt Petersburg, wo er als Klavierlehrer am Smolny-Institut und der Musikschule des Hoftheaters wirkte. Mit Nikolai Lwow gab er 1790 die Sammlung russischer Volkslieder mit ihren Melodien heraus. Motive daraus wurden u. a. von Ludwig van Beethoven, Modest Mussorgski, Nikolai Rimski-Korsakow und Gioachino Rossini verwendet.
Außerdem komponierte er einen Fandango für Violine und Klavier sowie zahlreiche Klavierwerke, darunter einen Trauermarsch auf den Tod des Generals Kutusow.